# Манорина маскова
Манорина маскова (Manorina melanocephala) — птах родини медолюбових, ендемік на сході та південному сході Австралії. Через те, що птах майже ніколи не зберігає тиші, його назва англійською мовою є noisy miner, що дослівно можна перекласти, як галасливий гірник. Вид поділяється на чотири підвиди. Птах має сіре забарвлення тіла, чорну голову з виразними жовтими плямами позаду очей, оранжево-жовті дзьоб і лапки та біле оперення на кінчиках хвоста. Підвид leachi, що мешкає на Тасманії, має також жовте забарвлення на крилах і більше білого на хвості. Статевий диморфізм майже відсутній. Забарвлення самців, самиць і молодняка однакове, за винятком того, що молоді птахи мають легкий коричневій відтінок. Манорина маскова проводить час, як на деревах так і на землі, харчуючись нектаром рослин, паддю та живицею евкаліптів, фруктами та комахами.
Ареал розповсюдження манорини маскової пролягає по території, від північного Квінсленду, через східну частину Нового Південного Уельсу, майже по всьому штату Вікторія до південного-сходу штату Південна Австралія, а також на сході острову Тасманія. Основним середовищем проживання птаха є сухі евкаліптові ліси, що не мають підліску. Головною вимогою для місця проживання є відсутність щільного чагарнику, тому птахи селяться також на місцях колишніх лісових пожеж, сільгосподарських угіддях, пасовищах скота, парках і садах. Відзначається зростання популяції манорини у місцях поселення людей. Вважалося, що це викликане популярністю серед садівників рослин, що продукують багато нектару, таких як гревілея, але сучасні дослідження більше схиляються до того, що головною причиною є політика місцевої влади по озелененню евкаліптами житлових районів. Незважаючи на те, що манорини маскові знаходиться під природоохоронним захистом в Австралії, у деяких районах відмічається їх надлишкова кількість, тому розглядаються можливості регулювання популяції цього птаха.
Манорині маскові є пресоціальними й територіальними тваринами. Вони спільно годуються, купаються, будують сідала, виводять потомство та захищають територію. Формують колонії птахів, розміром до кількох сотень особин. Кожний птах має свої персональні обов'язки у зграї, птахи зі спільними обов'язками утворюють, так звані кіліки, найбільш стабільні об'єднання всередині колоній. Птахи також утворюють тимчасові зграї, так звані коаліції, для конкретних видів діяльності, наприклад відсічі нападу хижака. Згуртованість зграї досягається не лише завдяки спілкування голосом, а й через ритуальну поведінку, що полягає у демонстраційних польотах, характерних позиціях тулубу та голови. У цілому манорина маскова відзначається агресивною поведінкою, як до чужинців, так і до членів своєї колонії. Перед спарюванням самці, не виконують характерний для багатьох інших видів птахів, ритуал залицяння, щоб привернуту увагу самиці. Проте, процес спарювання у цих птахів перетворюється на шалені оргії. Сезон розмноження триває протягом цілого року. В одній кладці, у глибокому чашкуватому гнізді знаходяться два-чотири яйця. Висиджуванням яєць займається лише самиця, хоча до двадцяти самців допомагають їй піклуватися про пташенят.

## Таксономія й назви
Вперше зображення птаха з'явилося на картині Томаса Вотлінга, одного із представників творчої спілки Художник Порт-Джексона, написаній у проміжку між 1792 і 1797 роками. Твір має підпис «chattering bee-eater» (укр. балакуча бджолоїдка).
Манорину маскову першим описав британський орнітолог Джон Летем у 1801 році, у своїй праці лат. «Supplementum Indicis Ornithologici, sive Systematis Ornithologiae». Насправді, у цій праці він описав, одного й того ж самого птаха, чотири рази під різними іменами:
- лат. Gracula melanocephala, англ. black-headed grackle (укр. гракл чорноголовий)
- лат. Merops garrulus, англ. chattering bee-eater (укр. бджолоїдка балакуча)
- лат. Merops cucullatus, англ. hooded bee-eater (укр. бджолоїдка у каптурі)
- лат. Merops albifrons, англ. white-fronted bee-eater (укр. бджолоїдка з білим передом)

Інший британський орнітолог Джон Гульд взяв за основу назву merops garrulus, але перейменував її на Myzantha garrula у своїй роботі «Handbook to the Birds of Australia» 1865 року, а для назви птаха на англійській мові запропонував garrulous honeyeater та як альтернативну chattering honeyeater, обидві назви можна перекласти на українську мову, як балакучий медолюб. Також Гульд занотував, що колоністи у Тасманії звуть птаха miner (укр. гірник), а аборигени Нового Південного Уельсу — cobaygin (кобайґін). Разом з тим аборигени, що жили у Блакитних горах називали птаха Que que gang (кве кве ґанґ).
Англомовна назва miner походить від назви роду птахів майна (англ. myna), які мають зовнішню схожість з манориною масковою. Англійські слова miner та myna є омофонами, тобто мають однакову вимову [ˈmaɪnə], але різне значення. Інша популярна назва птаха у середовищі британських переселенців була — soldierbird (солдатська пташка).
З початку XX століття, австралійські орнітологи почали використовувати назву manorina melanocephala, хоча таке використання суперечило рекомендаціям міжнародного кодексу зоологічної номенклатури, проте згодом, у 2009 році назва manorina melanocephala була остаточно визнана офіційним науковим йменуванням цього птаха. Назва melanocephala походить від давньогрецьких слів μέλᾱς (melas) — чорний та κεφαλή (kephalḗ) — голова.
Манорина маскова належить до роду манорина (Manorina), великої родини медолюбових (Meliphagidae). Цей рід має всього 4 види, три інші види це — манорина чорнощока (M. melanotis), манорина акацієва (M. flavigula) і манорина зелена (M. melanophrys). Одною з найбільш очевидних ознак роду манорина є жовті плями позаду очей, що створює враження косоокості. Всі птахи роду крім манорини зеленої об'єднані у підрід Myzantha. Іноді у природі, манорина маскова схрещуються з манориною акацієвою утворюючи міжвидові гібриди.
Згідно з дослідженнями молекулярної філогенетики родина медолюбових була включена до надродини Meliphagoidea, разом з родинами малюрових (Maluridae), щетинкодзьобових (Dasyornithidae) та шиподзьобових (Acanthizidae).

### Підвиди
Манорина маскова поділяється на 4 підвиди, з наступними ареалами проживання:
- Melanocephala — номінативний підвид, майже по всьому штату Вікторія, південь Нового Південного Уельсу, південний схід Південної Австралії.
- Lepidota — центр і північний схід Нового Південного Уельсу, схід і південний схід Квінсленду.
- Titaniota — північний схід Квінсленду.
- Leachi — східна Тасманія.

У 1912 році Грегорі Метьюс виділив та описав тасманійський підвид leachi. Підвиди, що населяють материкову частину Австралії були розділені у 1999 році австралійським орнітологом Річардом Шодде У місцях зіткнення їх ареалів існують широкі зони гібридних підвидів. Необхідні подальші дослідження для остаточного встановлення таксономічного статусу цих популяцій.